# Rodolfo Rodolfi-Sforza
Rodolfo Rodolfi-Sforza (1594–1626) foi um prelado católico romano que serviu como bispo de Pula (1625–1626).

## Biografia
Rodolfi-Sforza nasceu em Pádua, na Itália, e foi ordenado sacerdote a 22 de dezembro de 1624. No dia 3 de março de 1625, foi nomeado pelo Papa Urbano VIII como Bispo de Pula. Serviu como Bispo de Pula até à sua morte em 1626.